# Suha

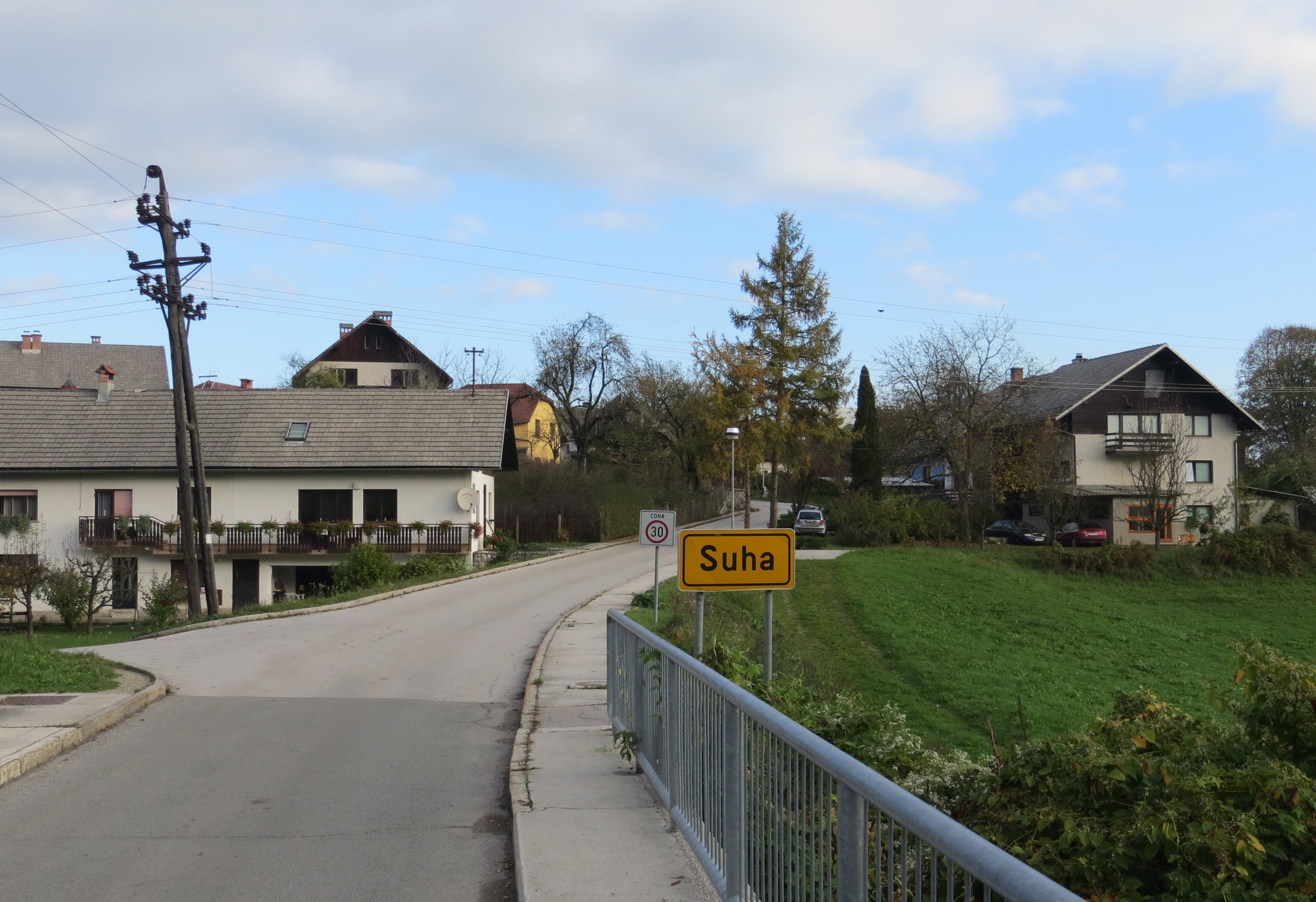
Suha, Ortseingang, 2013

Suha ([ˈsuːxa]; deutsch: Zauchen) ist ein Dorf etwas außerhalb von Škofja Loka in der Region Oberkrain in Slowenien. Es ist eine alte Siedlung, deren erste urkundliche Erwähnung auf das Jahr 973 n. Chr. zurückgeht.

## Kirche

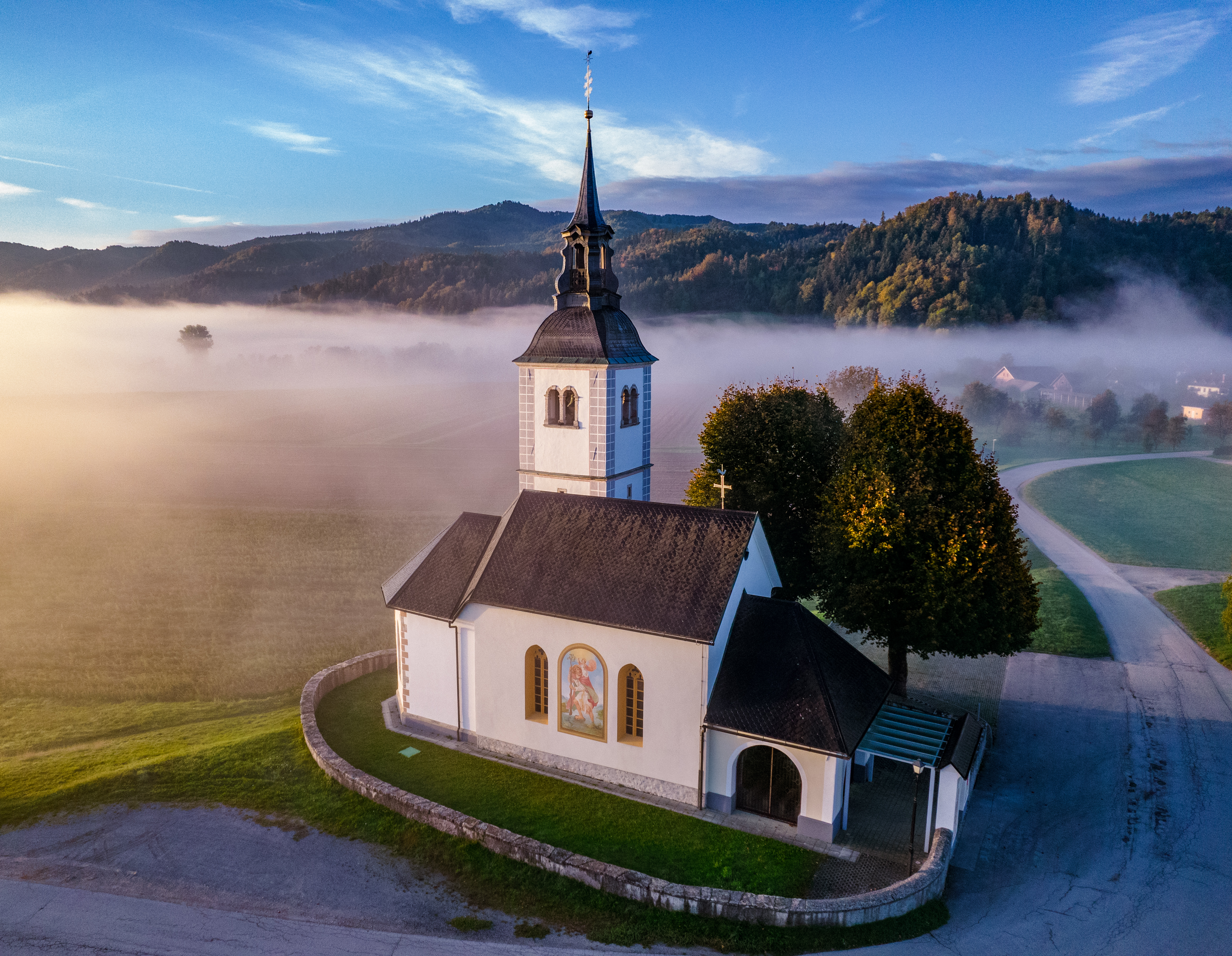
Kirche St. Johannes der Täufer, 2022

Im Zentrum des Dorfes gibt es eine Reihe interessanter Baudenkmäler, aber Suha ist vor allem für seine Pfarrkirche bekannt (die bis 1975 zur Gemeinde Škofja Loka gehörte), die Johannes dem Täufer geweiht ist. Sie hat einen gotischen, sterngewölbten Altarraum. Es sind noch Fresken aus der Mitte des 15. Jahrhunderts erhalten, die von einem namenlosen Maler gemalt wurden, der als „Meister von Suha“ bekannt ist, der auch in anderen Kirchen der Gegend gearbeitet hat, aber nach seinem Werk in dieser Kirche benannt wurde, weil es eines der besten Beispiele seiner Arbeit ist. In der Kirche befinden sich auch Fresken von Jernej von Loka aus dem 16. Jahrhundert. Die gut erhaltenen Fresken gehören zu den wichtigsten in Slowenien und die Kirche wurde als Denkmal von nationaler Bedeutung eingestuft.

## Persönlichkeiten
Zu den namhaften Persönlichkeiten, die in Suha geboren wurden oder dort gelebt haben, gehören:
- Andrej Glavan (* 1943), Bischof von Novo Mesto, erste Pfarrer der Pfarrei von Suha
- Janez Kalan (1868–1945), Priester, Herausgeber und Schriftsteller
- Ahacij Stržinar (a.k.a. Achatius Sterschiner, 1676–1741), Priester und relegiöser Schriftsteller[5]